# De tú a tú (programa de televisión chileno)
De tú a tú es un programa de televisión de entrevistas y conversación chileno emitido por Canal 13 desde 2021. Su primera temporada se emitió el 1 de marzo de 2021 y el 13 de junio de 2021. La conducción de este estuvo a cargo del animador Martín Cárcamo. Este se trataba de un programa de entrevistas relajadas sobre la vida personal de celebridades nacionales e internacionales.
Se emitió de lunes a jueves en horario estelar de las 22:30 horas, excepto su último capítulo que fue emitido el día domingo. Tenía una duración de una hora y media. 
Una segunda temporada se estrenó el 6 de marzo de 2022 a las 22:30, emitiéndose los días domingo. Esta temporada destaca por tener entrevistas en el extranjero a figuras conocidas internacionalmente, y también a otras figuras chilenas. 

## Invitados
Lista de los invitados que participaron en cada capítulo durante la duración del programa:

### Animadores/Periodistas
- Diana Bolocco
- Felipe Bianchi
- Fernando Solabarrieta
- Katherine Salosny
- José Antonio Neme
- Rafael Araneda
- Mario Kreutzberger "Don Francisco"
- Karen Doggenweiler
- Ignacio Gutiérrez
- Pablo Mackenna
- Leo Caprile
- Pancho Saavedra
- José Miguel Viñuela
- Vivi Kreutzberger
- / Mauricio Israel
- María Luisa Godoy

### Humoristas
- Belén Mora
- Cristián Henríquez
- Dino Gordillo
- Iván Arenas
- Maitén Montenegro
- Paty Cofré
- Patricio Mejías, Juan Carlos Donoso y Roberto Saldías (Los Atletas de la Risa)
- Paul Vásquez "El Flaco"
- Sergio Freire

### Modelos
- Pamela Díaz
- Cecilia Bolocco

### Actores
- Adriano Castillo
- / Álvaro Escobar
- Amparo Noguera
- Carolina Arregui
- Catalina Guerra
- Cristián de la Fuente
- Cristián García-Huidobro
- Daniel Muñoz
- Felipe Braun
- Fernanda Urrejola
- Francisco Reyes
- Gabriela Hernández
- Gonzalo Robles
- Kathy Kowaleczko
- María Paz Jorquiera "Maly"
- Malucha Pinto
- Patricio Torres
- Tamara Acosta
- Teresita Reyes
- Antonio Banderas
- Mario Casas

### Cantantes
- / Américo
- Schuster
- / DJ Méndez
- Leo Rey
- Katherine Orellana
- Luis Jara
- / María Jimena Pereyra
- María José Quintanilla
- Miguelo
- Myriam Hernández
- Paloma San Basilio
- Luis Fonsi
- José Luis "Puma" Rodríguez

### Deportistas
- Mauricio Isla
- Carlos Caszely
- Marcelo Ríos
- Nicolás Massú
- Mauricio Pinilla
- Sebastián Keitel
- Mark González
- Fernando González

### Otros
- Arturo Guerrero
- Carmen Gloria Arroyo
- Yann Yvin
- Emeterio Ureta

## Recepción
Durante su emisión compitió con otros programas de la misma franja horaria como Yo soy, de Chilevisión; Fuerza de mujer, de TVN y Demente, de Mega. A lo largo del programa se logró un rating promedio de 8,2 puntos de audiencia.